# Kluen / Rangel–Sent Eliјas / Glejšer bej / Tatšenšini-Alsek
Kluen / Rangel–Sent Eliјas / Glejšer bej / Tatšenšini-Alsek je međunarodni sistem parkova koji se nalazi u Kanadi i Sjedinjenim Državama, na granici Jukona, Aljaske i Britanske Kolumbije.
Proglašen je UNESKO-vom svetskom baštinom 1994. godine zbog spektakularnih pejzaža glečera i ledenih polja kao i zbog značaja staništa grizlija, irvasa i Dolovih ovaca. Ukupna površina lokaliteta iznosi 97.958 km².
U ovom sistemu se nalazi najveće nepolarno ledeno polje na svetu.

## Sistem parka
Međunarodni sistem obuhvata parkove koji se nalaze u dve države i tri administrativne oblasti:
- Nacionalni park i rezervat Kluen (Kanada)[2][3][4]
- Nacionalni park i rezervat Rangel – Sent Elijas (SAD)[5][6][7]
- Nacionalni park i rezervat Gleјšer bej (SAD)[8][9][10]
- Provincijski park Tatšenšini-Alsek (Britanska Kolumbija, Kanada)[11]

## Literatura
- Parks Canada (јул 2006). „Kluane National Park and Reserve of Canada Activities”. Архивирано из оригинала 15. 12. 2004. г. Приступљено 2007-04-18.
- Hegel, Troy; Russell, Kyle (2010), Aishihik and Kluane Northern Mountain Caribou Herds Census, 2009 (PDF) (SR-10-02), Yukon Government, Приступљено 2014-12-17
- Lee, Douglas (новембар 1985). „Canada's Icy Wilderness Park — Kluane”. National Geographic. св. 168 бр. 5. стр. 630—657. ISSN 0027-9358. OCLC 643483454.
- „Wrangell-St. Elias National Park Map”. Wrangell-St. Elias National Park. National Park Service. Приступљено 16. 2. 2013.
- „Wrangell St. Elias National Park & Preserve”. National Parks Conservation Association. Приступљено 2010-06-14.
- „United States Geological Survey: Mt. St. Elias”. Geonames.usgs.gov. Приступљено 2012-03-06.
- „The National Parks: Index 2009–2011”. National Park Service. Приступљено 2012-03-08.
- „Wrangell-St. Elias 2011 Foundation Statement” (PDF). National Park Service. стр. 6, 16—17, 20—38. Приступљено 2012-03-08.
- „Wrangell-Saint Elias: Directions”. National Park Service. 2011-12-02. Приступљено 2012-03-06.
- „Operating Hours and Seasons”. Wrangell-St. Elias National Park. National Park Service. Приступљено 20. 2. 2013.
- „Things to do”. Wrangell-St. Elias National Park. National Park Service. Приступљено 19. 2. 2013.
- „Camping & Lodging”. Wrangell-St' Elias National Park. National Park Service. Приступљено 19. 2. 2013.
- „Backcountry Cabins”. Wrangell-St. Elias National Park. National Park Service. Приступљено 19. 2. 2013.
- „Hiking & Backpacking”. Wrangell-St. Elias National Park. National Park Service. Приступљено 19. 2. 2013.
- „Mountain Biking”. Wrangell-St. Elias National Park. National Park Service. Приступљено 19. 2. 2013.
- „River Trips”. Wrangell-St. Elias National Park. National Park Service. Приступљено 19. 2. 2013.
- „Highest Alaskan Summits”. Wrangell-St. Elias National Park. National Park Service. Приступљено 19. 2. 2013.
- „Mountaineering”. Wrangell-St. Elias National Park. National Park Service. Приступљено 19. 2. 2013.
- „Visitor Centers”. Wrangell-St. Elias National Park. National Park Service. Приступљено 19. 2. 2013.
- „Yakutat Ranger Station”. Wrangell-St. Elias National Park. National Park Service. Приступљено 19. 2. 2013.
- „Backcountry Airstrips and Cabins”. Wrangell-St. Elias National Park. National Park Service. Приступљено 19. 2. 2013.
- „Flightseeing & Air Taxis”. Wrangell-St. Elias National Park. National Park Service. Приступљено 19. 2. 2013.
- „Sea Kayaking in Icy Bay”. Wrangell-St. Elias National Park. National Park Service. Приступљено 19. 2. 2013.
- „Choosing the Right Cruise for You”. Frommer's Alaska. John Wiley and Sons. Архивирано из оригинала 16. 04. 2013. г. Приступљено 19. 2. 2013.
- „Sport Hunting”. Wrangell-St. Elias National Park. National Park Service. Приступљено 19. 2. 2013.
- „Glaciers”. Wrangell-St. Elias National Park. National Park Service. Приступљено 19. 2. 2013.
- Catton, Theodore. „A Fragile Beauty: An Administrative History of Kenai Fjords National Park” (PDF). National Park Service. стр. 25—27. Приступљено 15. 2. 2013.
- „The National Wilderness Preservation System”. National Atlas of the United States. Архивирано из оригинала 04. 09. 2014. г. Приступљено 20. 2. 2013.
- „Creation and Growth of the National Wilderness Preservation System”. Wilderness.net. Архивирано из оригинала 14. 06. 2019. г. Приступљено 20. 2. 2013.
- „Weather”. Wrangell-St. Elias National Park. National Park Service. Приступљено 20. 2. 2013.
- „Summary of Monthly Normals 1991-2020”. National Oceanic and Atmospheric Administration. Приступљено 17. 6. 2021.
- „MCCARTHY 3 SW, ALASKA (505757)”. Western Regional Climate Center. Приступљено 17. 6. 2021.
- Bleakley, Geoffrey T. (2002). Contested Ground: Administrative History of Wrangell-St. Elias National Park and Preserve 1978–2001 (PDF). National Park Service.
- Eppinger, R. G., et al. (2000). Environmental geochemical studies of selected mineral deposits in Wrangell-St. Elias National Park and Preserve, Alaska (PDF). U.S. Geological Survey Professional Paper 1619. Reston, VA: U.S. Department of the Interior, U.S. Geological Survey.
- Richter, Donald H. Rosenkrans, Danny S.; Steigerwald, Margaret J. (1995). Guide to the Volcanoes of the Western Wrangell Mountains, Alaska—Wrangell-St. Elias National Park and Preserve (PDF). U.S. Geological Survey Bulletin 2072. Denver: U.S. Department of the Interior, U.S. Geological Survey.
- Winkler, G. R. (2000). A Geologic Guide to Wrangell-Saint Elias National Park and Preserve, Alaska : A Tectonic Collage of Northbound Terranes (PDF). U.S. Geological Survey Professional Paper 1616. Denver: U.S. Department of the Interior, U.S. Geological Survey.
- Glacier Bay National Park & Preserve (април 2010). „Glacier Bay National Park & Preserve Foundation Statement” (PDF). Архивирано из оригинала (PDF) 15. 1. 2012. г. Приступљено 3. 3. 2012.
- National Park Service Office of Public Affairs and Harpers Ferry Center (јул 2009). „The National Parks: Index 2009–2011”. Архивирано из оригинала 29. 6. 2011. г. Приступљено 3. 3. 2012.
- Rossman, Darwin (1963). Geology of the Eastern Part of the Mount Fairweather Quadrangle, Glacier Bay, Alaska, USGS Bulletin 1121-K. Washington: US Government Printing Office. стр. K1,K24—K25,K28,K32—K33.
- Sanford, R.S.; Apell, G.A.; Rutledge, F.A. (март 1949). Investigation of Muir Inlet or Nunatak Molybdenum Deposits, Glacier Bay, Southeastern Alaska, R.I. 4421. US Dept. of the Interior Bureau of Mines. стр. 1—6.
- Twenhofel, W.S. (1946). Molybdenite Deposits of the Nunatak Area, Muir Inlet, Glacier Bay, in Molybdenite Investigations in Southeastern Alaska, USGS Bulletin 947-B. Washington: US Government Printing Office. стр. 9—18.
- MacKevett, E.M.; Brew, D.A.; Hawley, C.C.; Huff, L.C.; Smith, J.G. (1971). Mineral Resources of Glacier Bay National Monument, Alaska, USGS Professional Paper 632. Washington: US Government Printing Office. стр. 56—68.
- Rossman, Darwin (1959). Geology and Ore Deposits in the Reid Inlet Area, Glacier Bay, Alaska, USGS Bulletin 1058-B. Washington: US Government Printing Office. стр. 38—39.
- „Landslides and Giant Waves”. Glacier Bay National Park & Preserve. U.S. National Park Service. април 2015. Архивирано из оригинала 8. 7. 2017. г. Приступљено 8. 7. 2017.
- „Natural Features & Ecosystems”. Glacier Bay National Park & Preserve. U.S. National Park Service. јун 2017. Архивирано из оригинала 8. 7. 2017. г. Приступљено 8. 7. 2017.
- „Route Guide - Alaska Marine Highway System”. Alaska Marine Highway System. Alaska Department of Transportation. Приступљено 7. 6. 2022.
- „National Park Service Visitor Use Statistics”. NPS Stats. National Park Service. Приступљено 8. 6. 2022.
- National Park Service. „Glacier Bay Rafting”.
- „USDA Interactive Plant Hardiness Map”. United States Department of Agriculture. Архивирано из оригинала 04. 07. 2019. г. Приступљено 2019-07-05.